# Union Square Theatre
Union Square Theatre est le nom de deux anciens théâtres proches de Union Square à Manhattan, New York. Le premier est un théâtre de Broadway inauguré en 1870, puis converti en cinéma en 1921 avant d'être fermé en 1936. Le deuxième est un théâtre Off-Broadway ouvert en 1985 et fermé en 2016.

## 58 East 14th Street

### Histoire
Le premier théâtre avec ce nom à New York se trouve au 58 East 14th Street. Il est inauguré en 1870 et produit un mélange de pièces de théâtre et d'opérettes. Il accueille la première pièce d'Oscar Wilde, Véra ou les Nihilistes. Après 1883, il héberge du vaudeville en tant que membre du circuit Ketih-Albee-Orpheum. En 1921, il est renommé Acme Theatre et converti en cinéma, qui diffuse notamment des films soviétiques, avant d'être fermé en 1936.

### Productions notables
- Led Astray de Dion Boucicault
- Les Deux Orphelines d'Adolphe d'Ennery et Eugène Cormon.
- Rose Michel de Steele MacKaye
- A Celebrated Case de Gene Gauntier et George Melford
- The Banker's Daughter de Bronson Howard
- My Partner de Bartley Campbell
- The Lights o' London de George R. Sims
- Un roman parisien d'Octave Feuillet
- A Moral Crime
- The Henrietta de Bronson Howard
- La Soirée de Brett Haylock, Mark Rubenstein et Mick Perrin

## 100 East 17th Street

### Histoire
Le deuxième théâtre est localisé au 100 East 17th Street (ou aussi 44 Union Square) dans l’ancien immeuble du Tammany Hall, construit en 1929. Il ouvre en 1994 et est dirigé par Liberty Theatre Le 3 janvier 2016, le théâtre est fermé afin de complètement rénové le bâtiment, avec notamment la démolition planifiée du théâtre,,. Ses productions les plus longues sont Slava's Snowshow, restée 28 mois et Wit, restée 18 mois. Sa production finale est The 39 Steps.

### Productions notables
- The 39 Steps de Patrick Barlow
- Murder Ballad de Juliana Nash et Julia Jordan
- Slava's Snowshow de Slava Polounine
- Bat Boy: The Musical de Laurence O'Keefe, Keythe Farley et Brian Flemming
- Wit de Margaret Edson
- The Laramie Project de Moisés Kaufman
- Visiting Mr. Green de Jeff Baron
- Eating Raoul de Boyd Graham, Paul Bartel et Richard Blackburn